# Tetràpolis Dòria
La Tetràpolis Dòria era el nom del conjunt de quatre ciutats de la Dòrida enclavades a la Fòcida, a la vall del riu Pindos, a l'est del país dels eteus. Les quatre ciutats eren Eríneos, Bèon, Citínion i Pindos. Onomarc de la Fòcida va ocupar el país l'any 453 aC, uns mesos abans de la seva mort.